# Francesco Landini
Francesco Landini ou Landino (c. 1325 - 2 de setembro de 1397) foi um compositor, organista, cantor, poeta e construtor de órgãos italiano, um dos mais venerados compositores da segunda metade do século XIV e o mais importante da Itália na sua época.

## Biografia
Pouco se sabe sobre sua vida. Ele aparece em crônicas florentinas a partir de 1385, e provavelmente nasceu em Florença, embora seu sobrinho-neto afirme que ele terá nascido em Fiesole. Seu pai, Jacopo del Casentino, foi um renomado pintor da escola de Giotto.
Cego desde pequeno por causa da varíola, Landini desde logo devotou-se à música, e dominou vários instrumentos, o canto, a poesia e a composição. Filippo Villani relata que ele também inventou um instrumento chamado syrena syrenarum, que combinava características do alaúde e do saltério, tido como antecessor da bandura. As crônicas contam que ele recebeu uma coroa de louros do rei de Chipre, que por várias vezes visitou Veneza na década de 1360, o que induz a crer que o compositor tenha passado algum tempo no norte da Itália nesta altura. Sua música também o indica, pois dedicou um moteto ao Doge Andrea Contarini e suas obras aparecem em várias fontes da região.
Em 1361 estava trabalhando em Florença para o Mosteiro de Santa Trinità, e de 1365 em diante para a Igreja de San Lorenzo. Em Florença envolveu-se em questões políticas e religiosas, mas parece ter gozado da proteção das autoridades. Conheceu outros compositores importantes como Lorenzo da Firenze e Andrea da Firenze, que lhe solicitou conselhos para a construção de um órgão para a casa dos Servitas. Sobrevivem registros da encomenda de vinho que ele recebeu durante os três dias em que lá passou,  afinando o instrumento. Também auxiliou na construção de órgãos na Igreja da Santissima Annunziata e na Catedral de Florença.
Diversos escritores contemporâneos atestam sua fama não só como compositor mas também como cantor, poeta, organista e como um cidadão dedicado. Relatos referem que sua música era tão tocante que os corações saltavam no peito dos ouvintes.
Foi enterrado na Basílica de São Lourenço, em Florença. Sua tumba, perdida até o século XIX, foi novamente encontrada e hoje é exposta na igreja. Nela ele é representado com um pequeno órgão.

## Música e influência
Landini foi o mais notável compositor do Trecento italiano, às vezes chamado de Ars nova italiana. Da sua produção nos chegaram exclusivamente peças seculares, embora haja registros de ter composto também obras sacras, mas destas nenhuma sobreviveu. Daquelas existem 89 baladas para duas vozes, 42 baladas para três vozes e outras nove que existem em versões para duas e três vozes. Também deixou alguns madrigais. Aparentemente ele mesmo escreveu os textos para boa parte de suas músicas. Sua produção, preservada principalmente no Codex Squarcialupi, representa quase um quarto de toda a música italiana do século XIV que hoje conhecemos.

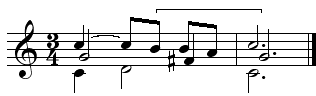
A cadência Landini

Landini emprestou seu nome para a Cadência Landini, uma fórmula musical onde o sexto grau da escala (superdominante) é inserido entre a sensível e a tônica. Embora não tenha sido o criador deste recurso nem seu único utilizador, ele é encontrado de forma consistente em muito de sua produção, o que justifica a homenagem.
Em um de seus textos musicados, ele canta: "Eu sou a Música, e chorando lamento ao ver pessoas inteligentes esquecendo meus sons doces e perfeitos em prol da música das ruas".